# Бучје (Књажевац)
Бучје је насеље у Србији у општини Књажевац у Зајечарском округу. Према попису из 2022. било је 163 становника (према попису из 1991. било је 540 становника).
Указом Краља од 29. децембра 1923. године насеље је добило статус варошице.

## Демографија
У насељу Бучје живи 153 пунолетних становника, а просечна старост становништва износи 59,7 година (57,6 код мушкараца и 61,4 код жена). У насељу има 80 домаћинстава, а просечан број чланова по домаћинству је 2,04.
Ово насеље је великим делом насељено Србима (према попису из 2002. године), а у последња три пописа, примећен је пад у броју становника.
|  |

| Демографија | Демографија | Демографија |
| Година      | Становника  | Становника  |
| ----------- | ----------- | ----------- |
| 1948.       | 1.199       |             |
| 1953.       | 1.159       |             |
| 1961.       | 1.089       |             |
| 1971.       | 912         |             |
| 1981.       | 703         |             |
| 1991.       | 540         | 536         |
| 2002.       | 369         | 380         |
| 2011.       | 251         |             |
| 2022.       | 163         |             |

| Етнички састав према попису из 2002.‍ | Етнички састав према попису из 2002.‍ | Етнички састав према попису из 2002.‍ | Етнички састав према попису из 2002.‍ | Етнички састав према попису из 2002.‍ |
| ------------------------------------ | ------------------------------------ | ------------------------------------ | ------------------------------------ | ------------------------------------ |
|                                      |                                      |                                      |                                      |                                      |
| Срби                                 | Срби                                 |                                      | 366                                  | 99,18%                               |
| Роми                                 | Роми                                 |                                      | 2                                    | 0,54%                                |
| непознато                            | непознато                            |                                      | 0                                    | 0,0%                                 |

| Година пописа     | 1948. | 1953. | 1961. | 1971. | 1981. | 1991. | 2002. |
| ----------------- | ----- | ----- | ----- | ----- | ----- | ----- | ----- |
| Број домаћинстава | 290   | 268   | 267   | 232   | 199   | 162   | 148   |

| Број чланова      | 1  | 2  | 3  | 4  | 5  | 6 | 7 | 8 | 9 | 10 и више | Просек |
| ----------------- | -- | -- | -- | -- | -- | - | - | - | - | --------- | ------ |
| Број домаћинстава | 45 | 50 | 20 | 12 | 15 | 3 | 1 | 2 | 0 | 0         | 2,49   |

| Пол    | Укупно | Неожењен/Неудата | Ожењен/Удата | Удовац/Удовица | Разведен/Разведена | Непознато |
| ------ | ------ | ---------------- | ------------ | -------------- | ------------------ | --------- |
| Мушки  | 168    | 29               | 111          | 21             | 7                  | 0         |
| Женски | 188    | 9                | 109          | 60             | 10                 | 0         |
| УКУПНО | 356    | 38               | 220          | 81             | 17                 | 0         |

| Пол    | Укупно                    | Пољопривреда, лов и шумарство | Рибарство                            | Вађење руде и камена | Прерађивачка индустрија       |
| ------ | ------------------------- | ----------------------------- | ------------------------------------ | -------------------- | ----------------------------- |
| Мушки  | 75                        | 49                            | 0                                    | 0                    | 10                            |
| Женски | 46                        | 39                            | 0                                    | 0                    | 3                             |
| УКУПНО | 121                       | 88                            | 0                                    | 0                    | 13                            |
| Пол    | Производња и снабдевање   | Грађевинарство                | Трговина                             | Хотели и ресторани   | Саобраћај, складиштење и везе |
| Мушки  | 0                         | 4                             | 2                                    | 0                    | 5                             |
| Женски | 0                         | 0                             | 2                                    | 0                    | 0                             |
| УКУПНО | 0                         | 4                             | 4                                    | 0                    | 5                             |
| Пол    | Финансијско посредовање   | Некретнине                    | Државна управа и одбрана             | Образовање           | Здравствени и социјални рад   |
| Мушки  | 0                         | 0                             | 3                                    | 0                    | 1                             |
| Женски | 0                         | 0                             | 0                                    | 2                    | 0                             |
| УКУПНО | 0                         | 0                             | 3                                    | 2                    | 1                             |
| Пол    | Остале услужне активности | Приватна домаћинства          | Екстериторијалне организације и тела | Непознато            | Непознато                     |
| Мушки  | 1                         | 0                             | 0                                    | 0                    | 0                             |
| Женски | 0                         | 0                             | 0                                    | 0                    | 0                             |
| УКУПНО | 1                         | 0                             | 0                                    | 0                    | 0                             |